# Hans Esser
Hans Esser   (Essen, 15 de gener de 1909 - Hilden, 26 d'agost de 1988) va ser un tirador d'esgrima alemany que va competir entre les dècades de 1930 i 1950.
El 1936 va prendre part en els Jocs Olímpics de Berlín, on disputà dues proves del programa d'esgrima. Guanyà la medalla de bronze en la prova de sabre per equips, mentre fou quart en la d'espasa per equips.
El 1952, als Jocs de Hèlsinki, disputà dues proves del programa d'esgrima, quedant eliminat en sèries en ambdues.
En el seu palmarès també destaquen dues medalles de bronze al Campionat del Món d'esgrima, el 1935 i 1937, i dos campionats nacionals de sabre individual, el 1941 i 1953.